# Otto Braun (escritor)

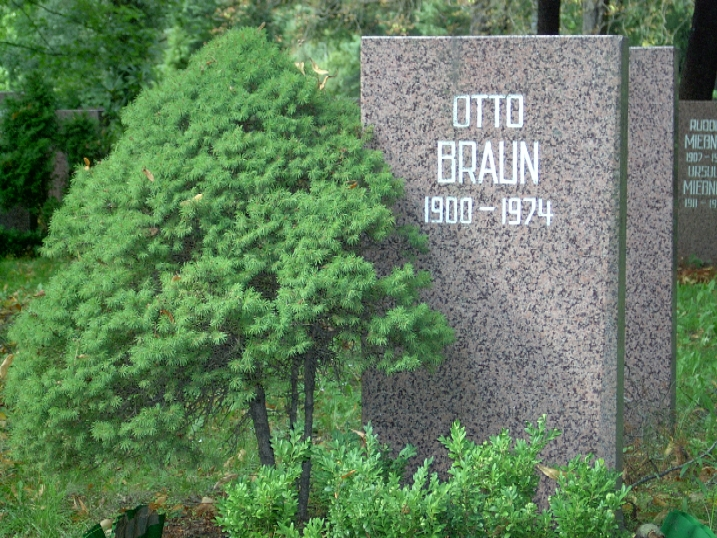
Tumba de Otto Braun en el cementerio central de Friedrichsfelde en Berlín.

Otto Braun (Ismaning, Alemania, 28 de septiembre de 1900 - Varna, Bulgaria, 15 de agosto de 1974) fue un escritor alemán, miembro del Partido Comunista de Alemania y primer secretario de la asociación de escritores de la antigua República Democrática Alemana. Otto Braun es además famoso por haber sido el único extranjero que participó en la Larga Marcha del Partido Comunista de China.

## Biografía

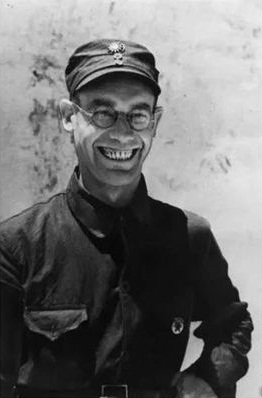
Otto Braun, con uniforme del Ejército nacionalista chino, durante sus años como asesor del Partido Comunista de China.

Entre 1913 y 1919 Braun estudió en Pasing. En 1919 ingresó en el Partido Comunista de Alemania (KPD). A partir de 1925 comenzó a trabajar para los servicios secretos de la Unión Soviética.
Entre 1926 y 1928 estuvo en prisión por sus actividades comunistas al servicio de la URSS. Gracias a la ayuda de un grupo de activistas, entre los que se encontraba su compañera germano-brasileña Olga Benario, logró huir de prisión y escapó a Moscú, donde continuaría trabajando para el Partido Comunista de la Unión Soviética. Más adelante, ingresó en la Academia Militar Frunze. A partir de 1932 estuvo en China como representante de la Komintern o Internacional Comunista. En China desempeñó el cargo de asesor militar del Ejército Popular de Liberación, dirigiendo en efecto las operaciones militares junto al entonces líder de los comunistas chinos, el prosoviético Bo Gu. En esta posición, Braun fue el único extranjero que participó en la Larga Marcha, el periplo por la China interior que habrían de seguir las tropas del Ejército Rojo en su huida del acoso al que se vieron sometidas por las campañas militares del Ejército de la República de China. Durante la Larga Marcha, y muy en especial tras la famosa Reunión de Zunyi, el papel de Otto Braun y de Bo Gu sería muy cuestionado por las bases del PCCh, que pasarían a apoyar a Mao Zedong como máximo líder de los comunistas chinos en detrimento de los dirigentes prosoviéticos favorecidos por la Komintern. En China se le conoció con el nombre chino Lǐ Dé (李德) - aunque no se confirmaría hasta años después que Li De y Otto Braun eran la misma persona - y su figura ha sido objeto de ataques y burlas en las numerosas películas y series de televisión realizadas sobre la Larga Marcha.
Otto Braun sería finalmente expulsado de China en 1939 y pasaría varios años en la URSS, donde trabajó como traductor para la Editorial de Lenguas Extranjeras de Moscú, además de ocupar cargos políticos. En 1954 volvió a su país, afincándose en la República Democrática Alemana, donde ocuparía cargos destacados en el mundo cultural del régimen comunista. Como colaborador del Instituto del Marxismo-Leninismo, dirigió la edición de las obras de Lenin en alemán. Entre 1961 y 1963 ocupó el cargo de Primer Secretario de la Asociación Alemana de Escritores. 
Braun recibió numerosas distinciones y condecoraciones tanto del régimen comunista de la República Democrática Alemana como de la Unión Soviética. En 1972 publicó Chinesische Aufzeichnungen (1932-1939) ("Crónicas chinas [1932 - 1939]"), obra autobiográfica en la que recogía sus experiencias en el Gigante Asiático, ofreciendo una visión profundamente antimaoísta en una época en que el bloque soviético se encontraba enfrentado a la República Popular China.
El 15 de agosto de 1974, Otto Braun falleció en la ciudad de Varna, en la entonces República Popular de Bulgaria.

## Obra
- In der Münchner Freien Sozialistischen Jugend. Berlín, 1959.
- Chinesische Aufzeichnungen (1932-1939). Autobiographie, Berlín, 1972.